# Димитър Гърданов
Димитър Гърданов (на сръбски: Димитрије Грдановић, Димитрие Гърданович) е македонски сърбоманин, учител, един от първите дейци на сръбската пропаганда в Охрид.

## Биография
Роден е в Охрид в 1841 година. Гърданов участва в борбата срещу гърцизма в Охрид.
Включва се в сръбската пропаганда в родния си град. В 1891 година Георги Тасич, Леон Ставрич и Гърданов купуват къщата на Георги Каневчев и отваря в нея сръбско училище с 20 ученици. За антибългарската си дейност ВМОРО го осъжда на смърт и през лятото на 1898 година тримата охридски български учители Кирил Пърличев, Христо Узунов и Методи Патчев хвърлят жребий кой да изпълни смъртната присъда, като честта се пада на Патчев. На 5 август 1898 година, с помощта на Узунов и Пърличев, ранява в центъра на Охрид Гърданов, който след един ден умира от раните си. Сръбският консул в Битоля професор Милойко Веселинович (1897 – 1899) го нарича „отличен сърбин“.